# ان‌جی‌سی ۱۰۸۷
ان‌جی‌سی ۱۰۸۷ (به انگلیسی: NGC 1087) یک کهکشان مارپیچی متوسط در صورت فلکی نهنگ است.